# 2010 đợi bạn đến
"2010 đợi bạn đến" (tiếng Trung: 2010等你来; bính âm: èr líng yī líng děng nǐ lái) là ca khúc cổ động cho sự kiện Expo 2010 Thượng Hải Trung Quốc. Bài hát được sáng tác bởi Miao Sen (tiếng Trung: 缪森), được phát hành ngày 1 tháng 4 năm 2010.
Thành Long, Lang Lãng, Diêu Minh, Yang Lan, Lưu Đức Hoa, Lý Ninh, Lý Băng Băng, và Liu Xiang đã góp mặt trong video âm nhạc của bài hát. Tuy nhiên, bài hát này được cho là đạo nhạc từ ca khúc Nhật Bản "Sonomama no Kimi de Ite" năm 1997 của Mayo Okamoto, dẫn đến kết quả là bị cấm sử dụng làm nhạc nền của Expo. Sau khi thảo luận với quản lý của Okamoto, "Sonomama no Kimi de Ite" đã trở thành bài hát chính thức của Expo 2010.